# Siegfried Theissen

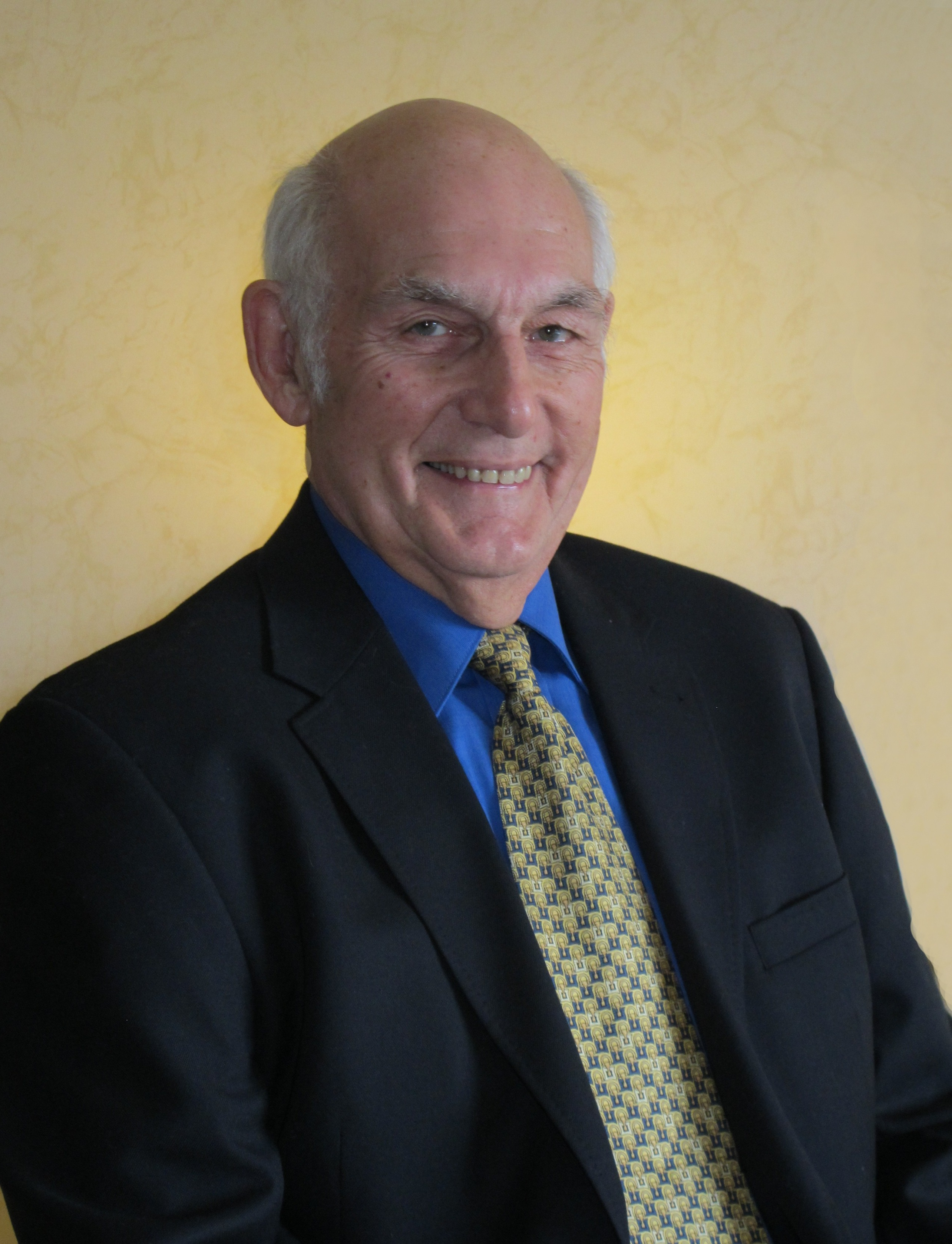
Siegfried Theissen, 2013

Siegfried Theissen (* 28. März 1940 in Eupen) ist ein belgischer Germanist und Sprachwissenschaftler.

## Leben und Wirken
Nach seinem Abitur am Königlichen Athenäum in Eupen besuchte Theissen die Regentenschule in Nivelles, an der er 1960 das Diplom eines Mittelschullehrers erwarb. Anschließend erhielt er eine Stelle als Lehrer in Dolhain und begann ab 1963 nebenberuflich ein Studium der Germanistik an der Universität Lüttich, das er 1967 abschloss. Im Anschluss daran erhielt er zunächst eine Stelle als Deutschlehrer am Königlichen Athenäum in Verviers, doch bereits ein Jahr später wurde er von seinem ehemaligen Professor als Assistent für niederländische Philologie an die Universität Lüttich zurückgeholt, wo er 1973 über Germanismen im modernen Niederländisch promovierte.
Bis auf ein zwischenzeitliches Semester als Dozent an der Universität Köln blieb Theissen weiterhin Mitarbeiter der Universität Lüttich, die ihn 1979 zunächst zum außerordentlichen und ab 1989 zum ordentlichen Professor für den Lehrstuhl moderne niederländische Philologie, Sprachbeherrschung und Dialektologie ernannte. Im Jahr 2005 wurde Theissen emeritiert.
Als besondere Auszeichnung erhielt Theissen im Jahr 1999 als bisher einziger deutschsprachiger Wissenschaftler die Aufnahme in die Königliche Akademie für Niederländische Sprach- und Literaturwissenschaften und wurde darüber hinaus 2011 in die Polnische Akademie der Wissenschaften aufgenommen.
Theissen ist Autor zahlreicher Sachbücher, darunter Rückläufige Wörterbücher für Deutsch-Niederländisch, kontrastive Wörterbücher für Deutsch-Niederländisch, Deutsch-Französisch und Französisch-Niederländisch sowie Wörterbücher über deutsche, niederländische und französische Redewendungen. Vor allem nach seiner Emeritierung befasste sich Theissen verstärkt mit dem Eupener Platt und brachte unter anderem eine Neuauflage des Wörterbuches der Eupener Mundart von August Tonnar und Wilhelm Evers heraus. Des Weiteren verfasste er mehrere Theaterstücke, die von den Eupener Theaterfreunden aufgeführt wurden, und schrieb in den Jahren 2012–2013 für die Zeitung Grenz-Echo eine wöchentliche Kolumne unter dem Titel: „Vertélltjere“. Darüber hinaus moderiert er seit 2017 eine Radiosendung in Eupener Mundart im BRF.

## Schriften (Auswahl)
- De germanismen in de moderne Nederlandse woordenschat, Belgisch Interuniversitair Centrum voor Neerlandistiek, Gent 1975
- AN-woordenboek voor correct taalgebruik, zusammen mit Hendrik Heidbüchel & Jef Vromans, Heideland-Orbis, Antwerpen, 1987, ISBN 90 291 3057 1
- Rückläufiges Wörterbuch des Deutschen (Série des langues germaniques; Teil 2). zusammen mit Raymond Alexis, Michel Kefer, Gerd-Theo Tewilt: C.I.P.L., Liège 1992.
- Woordenboek voor correct taalgebruik, zusammen mit Liliane Gehlen & Jef Vromans, Wolters, Leuven, 1994 (erste Auflage), ISBN 90 309 9608 0, 1996 (zweite Auflage), ISBN 90 309 9609 9
- Woordenboek voor correct taalgebruik, zusammen mit Peter Debrabandere, Wolters Plantyn, Mechelen, 2004, ISBN 90 301 8318 7
- Dictionnaire contrastif français-allemand, zusammen mit Caroline Klein, Presses Univ. de Louvain, Louvain-la-Neuve 2010, ISBN 978-2-87463-234-1
- Französische Redewendungen, Sprichwörter, Vergleiche, Abkürzungen und Akronym, Presses Univ. de Louvain, Louvain-la-Neuve 2011, ISBN 978-2-87463-299-0
- Duitse zegswijzen, spreekwoorden, vergelijkingen, verkortingen en letterwoorden, zusammen mit Caroline Klein, Presses Univ. de Louvain, Louvain-la-Neuve 2011, ISBN 978-2-87558-009-2
- Kontrastive Präpositionen Deutsch – Französisch, Presses Univ. de Louvain, Louvain-la-Neuve 2013, ISBN 978-2-87558-216-4
- Neues Wörterbuch der Eupener Mundart, Grenz-Echo Verlag, Eupen 2013, ISBN 978-3-86712-078-4
- Neues Wörterbuch der Eupener Mundart : Nachfolgeband, Eigenverlag, 2015, ISBN 978-3-86712-078-4
- Prépositions contrastives Français-Allemand, zusammen mit Caroline Klein, Presses Univ. de Louvain, Louvain-la-Neuve 2016, ISBN 978-2-87558-446-5
- Vertélltjere, Grenz-Echo Verlag, Eupen 2017, ISBN 978-3-86712-121-7
- Englische und amerikanische Redewendungen mit Erläuterungen, Etymologie und Beispielsätzen, Buske-Verlag, Hamburg 2020 ISBN 978-3-96769-012-5
- Französische Redewendungen mit französischer Umschreibung, deutscher Übersetzung, Erläuterung, Etymologie und Beispielsätzen Buske-Verlag, Hamburg 2021 ISBN 978-3-96769-067-5
- Niederländische Redewendungen mit niederländischer Umschreibung, deutscher Übersetzung, Erläuterung, Etymologie und Beispielsätzen, Buske Verlag, Hamburg 2022, ISBN 978-3-96769-191-7